# アーロン・マカスカー
アーロン・マカスカー（Aaron McCusker、1978年11月26日 - ）は北アイルランド出身の俳優。
イギリスのテレビドラマシリーズ『恥はかき捨て』に2007年から2013年まで登場したジェイミー・マグワイア役や2018年の映画『ボヘミアン・ラプソディ』のジム・ハットン役で知られる。

## プロフィール
父親はアメリカ人で、両親はアーロンの誕生前まで北アイルランドのアーマー県ラーガンで暮らしていたが、仕事でアメリカ合衆国ニュージャージー州に移り住んでいた時にアーロンが生まれ、6週間後に北アイルランドに戻ってアーマー県ポータダウンで暮らすようになる。このためアーロンはアイルランド、イギリス、アメリカ合衆国の3つのパスポートを持っている。
2001年にスコットランド王立音楽演劇アカデミー（現在のスコットランド王立音楽院）を卒業したのち、ロンドンに移り、バーで働きながら俳優として活動する。
2006年にアカデミー時代の友人の勧めで受けたオーディションでテレビドラマシリーズ『恥はかき捨て』のジェイミー・マグワイア役に抜擢され、第4シーズンから第11（最終）シーズンまで出演したことで名前を知られるようになるが、その間は他の役のオーディションを受けることができなかったため、「『恥はかき捨て』を愛しているし、恩も感じているが、番組が終了して良かった。」と語っている。

## 私生活
妻はライターのジェニー・サットン、夫婦にはサムとコーリーという2人の息子がいる。

## 主な出演作品

### 映画
- ロックアップ Incoming (2018) ※日本劇場未公開、WOWOW放映のタイトルは『スペース・ロック』[7][8]
- ファイナル・スコア Final Score (2018)
- ボヘミアン・ラプソディ Bohemian Rhapsody (2018)

### テレビ
- S.A.S. 英国特殊部隊 Ultimate Force (2002) ※第1シーズン第5話にゲスト出演
- ザ・ビル The Bill (2006) ※第22シーズン第22話にゲスト出演
- 恥はかき捨て Shameless (2007-2013) ※第4シーズンから第11シーズンに出演
- デクスター 警察官は殺人鬼 Dexter (2013) ※第8シーズン第4話と第5話にゲスト出演
- 法医学捜査班 silent witness Silent Witness (2014) ※第17シーズン第3話と第4話にゲスト出演
- 24 -TWENTY FOUR- リブ・アナザー・デイ 24: Live Another Day (2014) ※テレビミニシリーズ第9話に出演
- フォーティチュード/極寒の殺人鬼 Fortitude (2015) ※第1シーズンの8エピソードに出演
- キャッスル 〜ミステリー作家は事件がお好き Castle (2016) ※第8シーズン第18話にゲスト出演
- 女刑事マーチェラ Marcella (2020) ※第3シーズンのメインキャスト

### オリジナルビデオ
- バックドラフト2/ファイア・チェイサー Backdraft 2 (2019)